# 拖长江
25°46′58″N 104°29′02″E / 25.782768°N 104.483817°E
拖长江，上游称江上大河，下游称清水河，位于中国云南省东部和贵州省西南部，是北盘江上游右岸支流，发源于贵州省盘县红果镇上沙陀，向北流经断江镇、盘江镇和柏果镇，自洒基镇磨嘎村附近起成为滇黔界河，至云南宣威市田坝镇万家口子汇入北盘江。干流总长89千米，总落差660米，平均比降1.2‰，流域面积1220平方千米。流域内煤炭资源丰富。
拖长江沿岸受石漠化影响较大，水土流失严重。沿岸有众多洗煤厂，导致河流水体污染严重。